# Quintino
Квентин ван ден Берг (нидерл. Quinten van den Berg; род 21 сентября 1985 года, Ден-Хелдер, Нидерланды), более известный под псевдонимом Quintino — нидерландский диджей и музыкальный продюсер. В 2016 году попал на 32 место — а в 2017 на 30 в DJ Mag «Top 100 DJs».

## Музыкальная карьера
В возрасте 18 лет Quintino был замечен голландским диджеем Laidback Luke, который помог ему в развитии музыкальной карьеры. В 2011 году сопродюсировал трек «Selecta» диджея Афроджека.
В 2013 году работал с такими диджеями как Tiësto и Alvaro для создания гимна для музыкального фестиваля электронной музыки Ultra Music Festival. В августе запустил свое радиошоу на радиостанции SupersoniQ Radio.
В 2014 году Quintino выпустил такие треки как «Go Hard», «Slammer», «Fatality», «Genesis» и ремикс хита R3hab & Trevor Guthrie «Soundwave». В 2015 году занял 80 место в DJ Mag «Top 100 DJs».

## Награды и номинации
| Год  | Награда     | Номинант | Категория   | Место |
| ---- | ----------- | -------- | ----------- | ----- |
| 2014 | DJ Magazine | Quintino | Top 100 DJs | 86    |
| 2015 | DJ Magazine | Quintino | Top 100 DJs | 80    |
| 2016 | DJ Magazine | Quintino | Top 100 DJs | 32    |

## Дискография

### Альбомы
| Название                        | Информация об альбоме                                                                |
| ------------------------------- | ------------------------------------------------------------------------------------ |
| Go Harder                       | - Дата релиза: 29 января 2016 - Формат: Digital Download - Лейбл: Spinnin' Records   |
| Go Harder, Pt. 2                | - Дата релиза: 29 сентября 2016 - Формат: Digital Download - Лейбл: Spinnin' Records |
| Go Harder, Pt. 3                | - Дата релиза: 30 июня 2017 - Формат: Digital Download - Лейбл: Spinnin' Records     |
| Go Harder, Pt. 4: EDM's Revenge | - Дата релиза: 2 марта 2018 - Формат: Digital Download - Лейбл: Spinnin' Records     |

### Синглы
| 2008                                                      | «SupersoniQ»                                                                 | —    | —  | —    | —  | Не альбомный сингл          |
| 2008                                                      | «Wooker»                                                                     | —    | —  | —    | —  | Не альбомный сингл          |
| 2008                                                      | «Rap das Armas\|Rap das Armas (Quintino Remix)» (совместно с Cidinho & Doca) | 13   | 30 | 23   | —  | Не альбомный сингл          |
| 2009                                                      | «Heaven» (с участием Mitch Crown)                                            | —    | —  | —    | —  | Не альбомный сингл          |
| 2010                                                      | «You Know What»                                                              | —[A] | —  | —    | —  | Не альбомный сингл          |
| 2010                                                      | «You Can’t Deny» (с участием Mitch Crown)                                    | 27   | —  | —    | —  | Не альбомный сингл          |
| 2010                                                      | «Sustain»                                                                    | —    | —  | —    | —  | Не альбомный сингл          |
| 2010                                                      | «Can You Feel It» (совместно с Alvaro)                                       | —    | —  | —    | —  | Не альбомный сингл          |
| 2010                                                      | «My House»                                                                   | —    | —  | —    | —  | Не альбомный сингл          |
| 2010                                                      | «Fire» (совместно с The Partysquad)                                          | 20   | —  | —    | —  | Не альбомный сингл          |
| 2010                                                      | «Drop the Beat»                                                              | —    | —  | —    | —  | Не альбомный сингл          |
| 2010                                                      | «I Feel»                                                                     | 17   | —  | —    | —  | Не альбомный сингл          |
| 2011                                                      | «Music Oh» (совместно с Apster)                                              | —    | —  | —    | —  | Не альбомный сингл          |
| 2011                                                      | «Selecta» (совместно с Afrojack)                                             | 74   | —  | —    | —  | Не альбомный сингл          |
| 2011                                                      | «World Is Calling» (c Groovenatics с участием Jaren)                         | —    | —  | —    | —  | Не альбомный сингл          |
| 2011                                                      | «Raider»                                                                     | —    | —  | —    | —  | Не альбомный сингл          |
| 2011                                                      | «Epic» (совместно с Sandro Silva)                                            | 1    | 16 | 34   | 14 | Не альбомный сингл          |
| 2012                                                      | «The One and Only»                                                           | —    | —  | —    | —  | Не альбомный сингл          |
| 2012                                                      | «We Gonna Rock»                                                              | 90   | —  | —    | —  | Не альбомный сингл          |
| 2012                                                      | «Circuits» (совместно с MOTi)                                                | 69   | —  | —    | —  | Не альбомный сингл          |
| 2012                                                      | «Kinky Denise» (совместно с MOTi)                                            | —    | —  | —    | —  | Не альбомный сингл          |
| 2013                                                      | «United» (совместно с Tiësto и Alvaro)                                       | —    | —  | —    | —  | Не альбомный сингл          |
| 2013                                                      | «Jackpot» (совместно с Ralvero)                                              | —    | —  | —    | —  | Не альбомный сингл          |
| 2013                                                      | «World in Our Hands» (совместно с Alvaro)                                    | —    | —  | —    | —  | Не альбомный сингл          |
| 2013                                                      | «Puzzle» (совместно с Blasterjaxx)                                           | —    | —  | —    | —  | Не альбомный сингл          |
| 2013                                                      | «Dynamite» (c MOTi с участием Taylr Renee)                                   | —[B] | —  | —    | —  | Не альбомный сингл          |
| 2014                                                      | «Go Hard»                                                                    | —    | —  | —    | —  | Не альбомный сингл          |
| 2014                                                      | «Crash» (совместно с MOTi)                                                   | —    | —  | —    | —  | Не альбомный сингл          |
| 2014                                                      | «Blowfish» (совместно с Kenneth G)                                           | —    | —  | —    | —  | Не альбомный сингл          |
| 2014                                                      | «Slammer» (совместно с FTampa)                                               | —    | —  | —    | —  | Не альбомный сингл          |
| 2014                                                      | «Genesis» (совместно с Mercer)                                               | —    | —  | —    | —  | Не альбомный сингл          |
| 2015                                                      | «Winner»                                                                     | —    | —  | —    | —  | Не альбомный сингл          |
| 2015                                                      | «Escape (Into the Sunset)» (с участием Una Sand)                             | —[C] | —  | —[D] | —  | Не альбомный сингл          |
| 2015                                                      | «Aftermath» (совместно с Sandro Silva)                                       | —    | —  | —    | —  | Не альбомный сингл          |
| 2015                                                      | «Devotion»                                                                   | —    | —  | —    | —  | Не альбомный сингл          |
| 2015                                                      | «Scorpion (Hardwell Edit)»                                                   | —    | —  | —    | —  | Не альбомный сингл          |
| 2015                                                      | «Unbroken» (совместно с Yves V)                                              | —    | —  | —    | —  | Не альбомный сингл          |
| 2016                                                      | «Freak» (совместно с R3hab)                                                  | 91   | —  | —    | —  | Не альбомный сингл          |
| 2016                                                      | «Can’t Fight It» (совместно с Cheat Codes)                                   | —    | —  | —    | —  | Не альбомный сингл          |
| 2016                                                      | «Lights Out» (совместно с Joey Dale с участием Channii Monroe)               | —    | —  | —    | —  | Не альбомный сингл          |
| 2016                                                      | «Underground»                                                                | —    | —  | —    | —  | Не альбомный сингл          |
| 2016                                                      | «Baldadig» (совместно с Hardwell)                                            | —    | —  | —    | —  | Не альбомный сингл          |
| 2017                                                      | "Carnival"                                                                   | —    | —  | —    | —  |                             |
| 2017                                                      | "Lost in You" (с Nervo)                                                      | —    | —  | —    | —  |                             |
| 2017                                                      | "I Just Can't" (с R3hab)                                                     | —    | —  | —    | —  | Trouble                     |
| 2017                                                      | "Good Vibes" (с Laurell)                                                     | —    | —  | —    | —  | Не альбомный сингл          |
| 2018                                                      | "Woest" (с Hardwell)                                                         | —    | —  | —    | —  | Hardwell & Friends Volume 3 |
| 2018                                                      | "Slow Down" (с Dimitri Vegas & Like Mike)                                    | —    | —  | —    | —  | Не альбомный сингл          |
| 2018                                                      | "Patser Bounce" (с Dimitri Vegas & Like Mike)                                | —    | —  | —    | —  | Не альбомный сингл          |
| 2018                                                      | "Mayhem" (с Steve Aoki)                                                      | —    | —  | —    | —  | 5OKI                        |
| 2018                                                      | "Brasil Connect"                                                             | —    | —  | —    | —  | Не альбомный сингл          |
| 2018                                                      | "Get Down" (с Curbi)                                                         | —    | —  | —    | —  | Не альбомный сингл          |
| 2018                                                      | "Knockout" (с Deorro и MAKJ)                                                 | —    | —  | —    | —  | Не альбомный сингл          |
| «—» Означает что трек не вошел в чарт той или иной страны |                                                                              |      |    |      |    |                             |